# Іващук Ірина
Іри́на Іващу́к (* 2004) — українська самбістка; чемпіонка України.
|  |

## Життєпис
Вихованиця Сватівської дитячо-юнацької спортивної школи.
В жовтні 2019 року стала чемпіонкою України (до 70 кілограм); готується захищати честь збірної команди України.
У грудні 2019 році стала срібною призеркою Чемпіонату Європи (поступившись росіянці),який відбувався у місті Рига.
Як коментує Ірина "Я дякую спонсору Віті Сліпець за фінансову допомогу у цих змаганнях "
А також у 2020 році стала чемпіонкою України у тій самій ваговій категорії.
Представляла Луганську область на Чемпіонаті України з боротьби самбо (серед кадетів); виборола перше місце (у категорії до 70 кілограмів).
Станом на 2020 рік — школярка; навчається у 11 класі. Має перший розряд із самбо і звання(Кандидат у Майстри Спорту). 2018 року виборола бронзову медаль на Чемпіонаті України із самбо та пляжного самбо. Окрім цього посіла перше (до 14 років) та друге(до 18 років) місце на Чемпіонаті України з сумо. Ірина тренується у тренера з самбо Сватівської дитячо-юнацької спортивної школи Євгена Цикалова.